# ハロルド・イニス
ハロルド・アダムズ・イニス（英語: Harold Adams Innis, 1894年11月5日 - 1952年11月8日）は、カナダの経済学者、社会学者。専門は、経済史、メディア論。

## 略歴
- 1894年　オンタリオ州オッターヴィルの近くで生まれる（父William Innis, 母Mary Adams Innis）。
- オッターヴィルのハイスクールに通うが、教育を完全にするためにオンタリオ州ウッドストックの州管理の高校に移る。
- 1912年　18歳で1年間の予定で先生としてオッターヴィルの学校に戻る。
- 1913年　トロントのマックマスター大学に入る。
- 1916年　歴史と経済学に興味をもち、マックマスター大学を卒業する。
- 1916年 - 1917年　カナダ派遣軍としてフランスに行き、爆弾の破片を受けてイギリスの病院に入院する。
- 1918年　マックマスター大学より修士を得る。
- 1920年　シカゴ大学よりPh.D.を得る。
- 1920年　トロント大学で教鞭をとる。
- 1921年　Mary Quayleと結婚する。
- 1923年　博士論文'A History of the Canadian Pacific Railway'を出版する。
- 1946年　カナダ王立協会会長となる。
- 1952年　アメリカ経済学会会長となる。
- 1952年　オンタリオ州トロントで死亡する（58歳）。

## 業績
- カナダを中心とした経済史
  - カナダ太平洋鉄道の歴史（'A History of the Canadian Pacific Railway', 1923）
  - 毛皮、（たらを初めとする）魚、木材、小麦、鉱山金属、化石燃料のような主要産物の輸出について（'The Fur Trade in Canada: An Introduction to Canadian Economic History', 1930. 'The Cod Fisheries: The History of an International Economy', 1940.）
- コミュニケーション論（'Empire and Communications', 1950. 'The Bios of Communication', 1951）
- 彼が影響を与えたマーシャル・マクルーハンは、トロント大学で同僚であった。

## 著書

### 単著
- A History of the Canadian Pacific Railway, (P.S. King, 1923).
- The Fur Trade in Canada: An Introduction to Canadian Economic History, (Yale University Press, 1930).
- Problems of Staple Production in Canada, (Ryerson Press, 1933).
- The Cod Fisheries: the History of An International Economy, (Ryerson Press, 1940, rev. ed., 1954).
- Political Economy in the Modern State, (Ryerson Press, 1946).
- Minerva's Owl, (University of Toronto Press, 1948).
- The Press: A Neglected Factor in the Economic History of the Twentieth Century, (Athlone Press, 1949).
- Empire and Communications, (Clarendon Press, 1950).
- The Bias of Communication, (University of Toronto Press, 1951).
  - 久保秀幹訳『メディアの文明史――コミュニケーションの傾向性とその循環』（新曜社, 1987年／ちくま学芸文庫, 2021年）
- Changing Concepts of Time, (University of Toronto Press, 1952).
- Essays in Canadian Economic History, edited by Mary Q. Innis, (University of Toronto Press, 1956).

### 編著
- Labor in Canadian-American Relations: the History of Labor Interaction, (Ryerson Press, 1937).
- Essays in Political Economy: in Honour of E.J. Urwick, (University of Toronto Press, 1938).
- Select Documents in Canadian Economic History, 2 vols., (Porcupine Press, 1977).